# 北ドイツ関税同盟

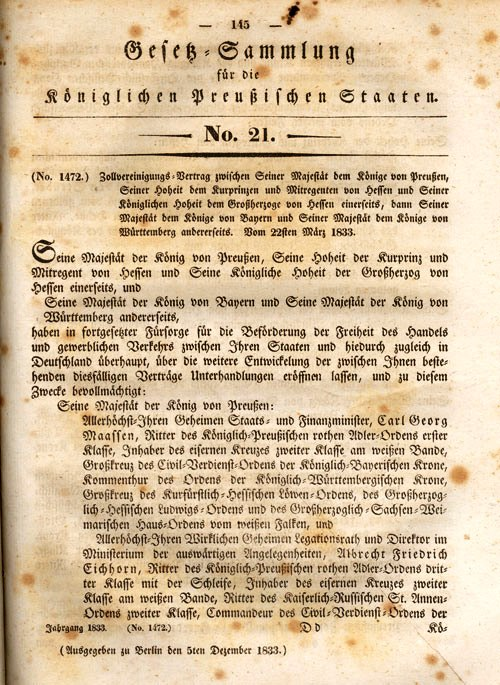
北ドイツ関税同盟と南ドイツ関税同盟の間で結ばれた取り決め

北ドイツ関税同盟（きたドイツかんぜいどうめい、ドイツ語: Norddeutscher Zollverein）は、1828年にドイツで結成された関税同盟。のちのドイツ関税同盟につながった。プロイセン・ヘッセン関税同盟（Preußisch-Hessischer Zollverein）とも称する。

## 歴史
1815年のウィーン議定書でラインラントを領土としたプロイセンであったが、従来までのプロイセンとは陸地で接しておらず、両地域間の物流を滞らせる要因となっていた。こうしたなか、1828年にプロイセンはヘッセン＝ダルムシュタット大公国と関税同盟を結成させ、両地域を経済的に結びつけようとした。しかし、こうした動きはドイツ連邦内の邦国の警戒を招き、中部ドイツ通商同盟や南ドイツ関税同盟が結成された。こうして、複数の関税圏がドイツ連邦内に生じたことは、ドイツ経済を混乱させた。
プロイセンは中部ドイツ通商同盟や南ドイツ関税同盟に圧力をかけ、市場の統一を目指した。とりわけ、ヘッセン＝カッセル選帝侯国を北ドイツ関税同盟に引き込んだことは、中部ドイツ通商同盟を分断させるとともに、ラインラントとプロイセンを結びつけるという大きな意義があった。こうした経緯を経て、プロイセンの主導によって地域ごとの関税同盟は統合へと向かい、1833年3月の取り決めに従って1834年よりドイツ関税同盟が発足した。